# Apple ProRes
ProRes est un format de compression vidéo avec pertes développé par Apple pour une utilisation en post-production, qui prend en charge jusqu'à la définition 8K. Il est le successeur de l'Apple Intermediate Codec et a été lancé en 2007 avec Final Cut Studio 2.

## Vue d'ensemble
ProRes est un ensemble de 6 codecs intermédiaires, ce qui signifie qu'ils sont conçus pour une utilisation lors du montage vidéo, non pas à destination d'une diffusion finale. Il est comparable dans son utilisation à l'Avid DNxHD ou au GoPro CineForm. À cela s'ajoute un format raw.

## Les différentes versions

### ProRes 422
Le ProRes 422 est un codec DCT intra-trame et est donc plus simple à décoder que des formats de diffusion tels que le H. 264.
- Résolution : jusqu'à la 8K
- 4:2:2 sous-échantillonnage de chrominance
- 8 ou 10 bits de profondeur de pixel
- Codage Intra-image seulement
- Débit Variable (VBR)
- Encodage et décodage rapides (par rapport à d'autres codecs)

Cette version est disponible en quatre différentes qualités de compression : Proxy, LT, 422, HQ (par débit croissant).

### ProRes 4444
Le ProRes 4444 a été développé afin d'ajouter un canal alpha (pour gérer la transparence).
Avec de nombreuses caractéristiques similaires au 422, le ProRes 4444 a un sous-échantillonnage de chrominance en 4:4:4 avec possibilité d'ajouter une couche alpha. Il ajoute également la possibilité d'avoir une profondeur de pixel de 12 bits pour la vidéo et 16 bits pour la couche alpha. Ces caractéristiques permettent d'obtenir une très bonne qualité d'image mais les fichiers encodés seront très lourds .
Il se décline en deux versions, le 4444 et le 4444 XQ, le XQ ayant un débit plus élevé.

### ProRes RAW
En réponse au Blackmagic Raw et au RED Code, Apple a en 2018 introduit son propre codec vidéo raw permettant de récupérer un flux vidéo brut (sans dématriçage ou autre traitement avancé). Cependant, l'appellation raw peut être considérée comme un abus de langage étant donné que ProRes RAW est un codec légèrement compressé. Cette compression permet d'atteindre des débits similaires au ProRes 422 HQ.

## Compatibilité

### Capture
Les caméras professionnelles de marque RED et Arri prennent nativement en charge la capture au format ProRes. Il est aussi possible d'encoder la vidéo en passant par un enregistreur Atomos ou BlackMagic Design.

### Montage
Le 28 août 2008, Apple a introduit un décodeur ProRes gratuit pour Mac et Windows avec le logiciel QuickTime. Sans logiciel tiers, il n'est possible d'encoder du ProRes que sur Mac. Sous Windows, il est par exemple nécessaire d'installer un décodeur Apple ProRes Raw pour pouvoir l'utiliser avec Adobe Premiere Pro. Aujourd'hui, de nombreux logiciels permettent d'utiliser ce codec comme Adobe Premiere Pro ou DaVinci Resolve. La bibliothèque FFmpeg le prend en charge.